# I fantastici 5 (reality)
I fantastici 5 è la versione italiana della real fiction televisiva statunitense Queer Eye for the Straight Guy (Punto di vista omosessuale per il ragazzo etero), in onda su LA7 nel periodo 2003-2004.
Il format, chiacchierato e amato negli Stati Uniti, ha fatto ascolti da record sul canale via cavo Bravo ed NBC ne ha mandato in onda alcune puntate. In Italia il programma è stato prodotto dalla società FBC TV sulla base del format statunitense su licenza della NBC.

## Il format
Protagonisti sono cinque raffinati ragazzi gay con una missione precisa: trasformare e migliorare il look di un ragazzo eterosessuale che chiede il loro aiuto in occasione di un evento importante. Per esempio far innamorare una ragazza o riconquistare la propria moglie, oppure in occasione di un debutto in società.
In ogni episodio i cinque ragazzi, ciascuno esperto in un diverso settore (moda, arredamento, comportamento, look, cucina e in generale del "saper vivere"), hanno il compito di trasformare un eterosessuale dai gusti "un po' superati" in un uomo attuale.
Dopo aver analizzato il caso, entrano in casa e procedono con l'intervento: possono accompagnarlo a farsi una semplice lampada solare per togliersi il pallore dal viso, passare ad interventi più drastici come il cambio della pettinatura, andare in giro per negozi a scegliere i vestiti giusti. Una vera e propria rivoluzione di stile che non si ferma all'aspetto fisico ma comprende anche i dettagli dell'ambiente in cui si vive. Dai consigli di buon gusto per migliorare l'arredamento della casa a lezioni di bon ton e di cultura gastronomica (per esempio la degustazione di vini) per fare colpo su una ragazza o ad una cena di lavoro.
Cercano così, in una giornata, di dare al loro "discepolo" un'immagine alla moda che rispecchia la sua personalità e che, soprattutto, il ragazzo è in grado di mantenere, da un punto di vista anche economico, per conto proprio. Ovviamente anche i telespettatori possono fare tesoro dei consigli che i Fab Five snocciolano ad ogni puntata.
Le puntate de I fantastici 5 (prodotte in Italia) sono andate in onda su LA7 e successivamente su Sky Vivo (SKY Italia). Le puntate originali (Queer Eye for the Straight Guy) prodotte negli Stati Uniti sono state trasmesse su Paramount Comedy tra il 2004 e il 2006, e successivamente replicate.
Dell'edizione italiana è stata realizzata anche una serie in dieci episodi con protagonisti personaggi famosi, tra cui: Alba Parietti, Nino Frassica, Lillo e Greg, Flavia Vento, Gianni Ippoliti.